# Régis Ovion
Régis Ovion (Vigneux-sur-Seine, 3 de marzo de 1949) fue un ciclista francés, que fue profesional entre 1972 y 1982. 
Como amateur obtuvo notables éxitos, entre los que destacan el campeonato de Francia de persecución militar de 1969, el campeonato de Francia de persecución por equipos de 1971 y el Campeonato del mundo en ruta amateur del mismo año. Ese mismo 1971 ganó el Tour del Porvenir. Antes de pasar a profesional tomó parte en la prueba en ruta de los Juegos Olímpicos de Múnich de 1972, finalizando en decimoquinta posición.
Como profesional su palmarés es más discreto. Destaca el Campeonato de Francia de 1975. En 1976 ganó una etapa del Tour de Francia, pero fue descalificado por haber dado positivo en un control antidopaje y la victoria fue finalmente para Willy Teirlinck.

## Palmarés
| 1970 - Tour de Guadalupe - Ruta de Francia, más 1 etapa 1971 - Campeonato del mundo en ruta amateur - Tour del Porvenir y vencedor de dos etapas - Ruta de Francia, más 2 etapas - Paris-Mantes-en-Yvelines - 1 etapa del Tour de Polonia - 2 etapas del Gran Premio Guillermo Tell 1972 - Circuito de la Sarthe, más 1 etapa - 2 etapas del Tour de l'Aude 1973 - 1 etapa de la Dauphiné Libéré - 2º en el Campeonato de Francia en Ruta | 1975 - Campeón de Francia en ruta 1976 - 1 etapa del Tour de l'Oise - 1 etapa del Tour de Córcega 1977 - Tour de Córcega 1978 - París-Bourges 1980 - 1 etapa del Critérium Internacional 1981 - 1 etapa del Tour del Porvenir |

## Resultados en grandes vueltas y campeonato del mundo
| Carrera         | 1973 | 1974 | 1975 | 1976 | 1977 | 1978 | 1979 | 1980 | 1981 |
| --------------- | ---- | ---- | ---- | ---- | ---- | ---- | ---- | ---- | ---- |
| Giro de Italia  | -    | -    | -    | -    | -    | -    | -    | -    | -    |
| Tour de Francia | 10º  | 34º  | 28º  | 28º  | 24º  | Ab.  | -    | 15º  | 29º  |
| Vuelta a España | -    | 15º  | -    | -    | -    | -    | -    | -    | -    |